# Stenus aterrimus
Stenus aterrimus är en skalbaggsart som beskrevs av Wilhelm Ferdinand Erichson 1839. Stenus aterrimus ingår i släktet Stenus, och familjen kortvingar. Arten är reproducerande i Sverige.